# Campos de Sports de Ñuñoa
L'estadi Campos de Sports de Ñuñoa va ser un camp de futbol de la ciutat de Santiago de Xile, Xile.
Va ser inaugurat l'any 1918. Fou la seu de la selecció de futbol de Xile fins a la construcció de l'Estadi Nacional de Xile inaugurat el 1938. També fou seu del club Club Deportivo Universidad Católica. La seva capacitat era per a 20.000 espectadors.
Fou la seu del Campionat Sud-americà de futbol de 1926. També va ser seu de diversos campionats Sud-americans d'atletisme, els anys 1920 i 1927. L'any 1938 fou demolit.

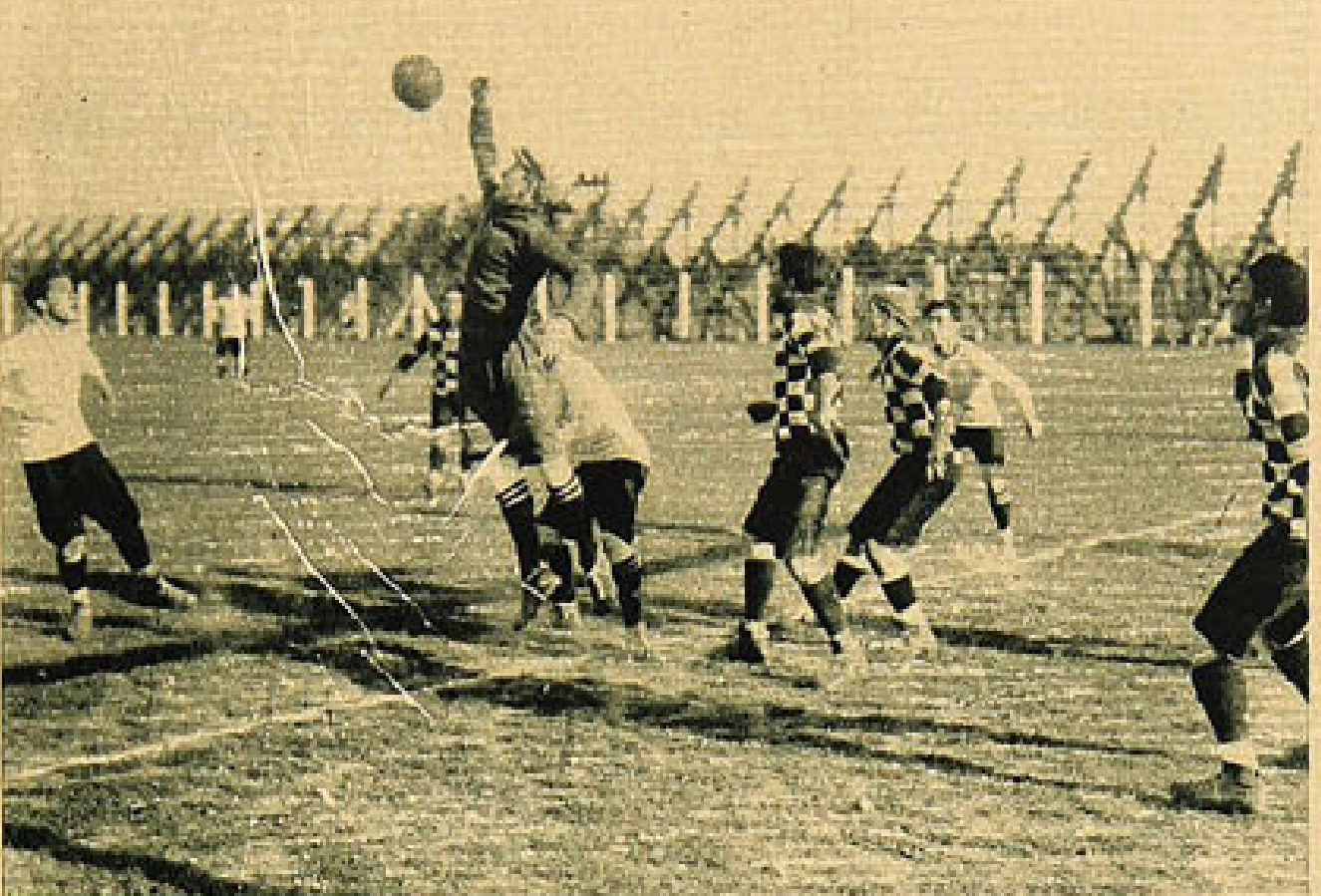
Jugadors de la Pontificia Universidad Católica de Chile l'any 1928 als Campos de Sports de Ñuñoa.